# Sal Mineo
Salvatore Mineo Jr. (10. ledna 1939 New York City, New York, USA – 12. února 1976 West Hollywood, Kalifornie, USA) byl americký herec.

## Životopis
Salvatore Mineo se narodil 10. ledna 1939 do rodiny sicilských přistěhovalců. Jeho otec i matka pracovali jako výrobci rakví. Vyrůstal v části Bronxu města New York.
Nejvíce se proslavil rolí Johna "Platona" Crawforda v dramatickém filmu Rebel bez příčiny (1955), za kterou byl ve svých 17 letech nominován na Oscara za nejlepší mužský herecký výkon ve vedlejší roli, čímž se stal pátým nejmladším nominovaným v této kategorii.
Dále hrál také ve filmech Crime in the Streets, Gigant (oba 1956), Exodus (1960), za který získal Zlatý glóbus a druhou nominaci na Oscara, Nejdelší den (1962), poslední western Johna Forda Podzim Cheyennů (1964) a Útěk z Planety opic (1971).
V roce 1972 se v rozhovoru přiznal k bisexualitě. Několik let udržoval vztah s herečkou Jill Haworth. V době své smrti byl ve vztahu s hercem Courtney Burr III.
V noci 12. února 1976 se ve 22:00 vracel domů z divadelní zkoušky. Poté, co zaparkoval své auto v přístřešku pod svým bytem v západním Hollywoodu, byl lupičem bodnut do srdce. Minea našel ležet a silně krvácet v uličce na parkovišti jeho soused Raymond Evans, který slyšel jeho volání o pomoc. Sal Mineo byl schopen ujít jen několik kroků, po kterých okamžitě zkolaboval. Na místě byl prohlášen za mrtvého ve věku 37 let v důsledku masivního krvácení.
Lionel Ray Williams, mladý poslíček s pizzou a dlouhým trestním rejstříkem, byl v březnu 1979 usvědčen a odsouzen k 51 letům vězení za vraždu a také za spáchání deseti loupežných přepadení. Po několika letech spekulací o motivech vraždy dospělo policejní vyšetřování k závěru, že šlo o náhodnou loupežnou vraždu. Williams svou vinu na vraždě vždy popíral. Jeho manželka však při vyšetřování potvrdila, že v noci vraždy přišel její manžel domů špinavý od krve.
Mineův pohřeb se konal 17. února 1976 v kostele Nejsvětější Trojice v Mamaronecku za účasti 250 smutečních hostů. Mineo byl pohřben na hřbitově Gate of Heaven v Hawthornu ve státě New York.

## Filmografie (výběr)

### Filmy
- Rebel bez příčiny (1955)
- Crime in the Streets (1956)
- Gigant (1956)
- Exodus (1960)
- Nejdelší den (1962)
- Podzim Cheyennů (1964)
- Krakatoa, na východ od Jávy (1968)
- Útěk z Planety opic (1971)